# Matapédia (canton)
Pour les articles homonymes, voir Matapédia.
Matapédia est un canton canadien de l'Est du Québec situé dans la région administrative de la Gaspésie dans la vallée de la Matapédia.  Il fut proclamé officiellement le 1er janvier 1842.  Il couvre une superficie de 36 015 hectares.

## Toponymie
Le canton reprend le toponyme de la rivière Matapédia.  Ce toponyme a pour origine le terme micmac matapegiag qui signifie « jonction de rivières ».  En plus de la rivière, le canton partage son toponyme avec la municipalité de paroisse de Matapédia, la municipalité régionale de comté de La Matapédia, la vallée de la Matapédia, le lac Matapédia et le territoire non-organisé de Lac-Matapédia.